# Stadio Şükrü Saraçoğlu
Lo stadio Şükrü Saracoğlu, noto ufficialmente come Stadio Chobani – Complesso Sportivo Fenerbahçe Şükrü Saracoğlu (turco: Chobani Stadyumu Fenerbahçe Şükrü Saracoğlu Spor Kompleksi) per motivi di sponsorizzazione, è uno stadio di calcio di Istanbul che sorge nella mahalle di Zühtüpaşa del distretto di Kadıköy, nella parte asiatica della città turca. Ha una capienza di 47 834 spettatori e ospita le partite casalinghe del Fenerbahçe.
Inaugurato nel 1908 e più volte ristrutturato, ha ospitato anche la finale della Coppa UEFA 2008-2009 tra Werder Brema e Šachtar, l'atto conclusivo dell'ultima edizione del torneo con questo nome, prima del cambio di denominazione in UEFA Europa League.

## Storia
Prima della costruzione dello stadio, questo terreno era noto come Papazın Çayırı (in turco: "il campo del prete"), sede delle prime partite del campionato di Istanbul di calcio. Nel 1908 iniziarono i lavori di costruzione dello stadio, preso in prestito dai club di Istanbul, che già versavano 30 libbre d'oro all'anno al sultano dell'Impero ottomano Abdul Hamid II per usufruire del terreno. Il campo cambiò nome in campo dell'Union Club, dal nome della squadra che aveva fatto la donazione più cospicua e che dopo la prima guerra mondiale cambiò nome in İttihatspor, compagine che lo utilizzò insieme a Fenerbahçe, Galatasaray e Beşiktaş. I lavori, costati circa 3 000 monete d'oro, previdero il livellamento del terreno livellato e l'introduzione di uno speciale manto erboso portato dall'Inghilterra. All'epoca la capienza dell'impianto era di sole 100 persone. Ben presto, dati i modesti introiti, il club non fu in grado di pagare l'affitto e i suoi azionisti si defilarono. Nel 1915 il campo iniziò a essere chiamato campo dell'İttihat Sports Club, dal nuovo nome dell'Union Club.

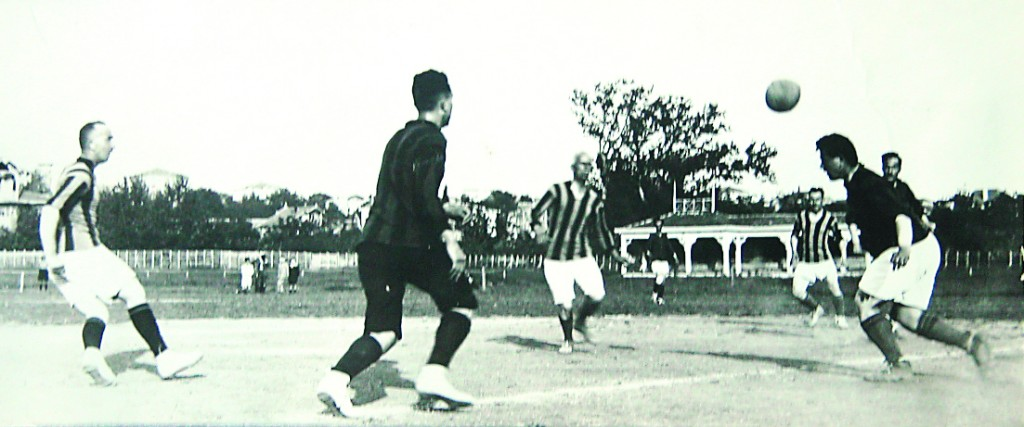
e in campo al Papazın Çayırı nel 1923.

Nel 1924, con l'inaugurazione dello stadio di Taksim, il campo perse la propria importanza. L'İttihatspor fu costretto a venderlo allo stato, che lo cedette in comodato d'uso al Fenerbahçe, club che iniziò a usarlo, ridenominandolo stadio Fenerbahçe. Lo stadio Fenerbahçe fu riaperto nella sua nuova forma nel maggio 1932, con una cerimonia svoltasi alla presenza dell'allora governatore e sindaco di Istanbul, Muhittin Üstündağ.
Nell'incendio divampato il 5 giugno 1932 fu danneggiata la sede del Fenerbahçe, situata a Kuşdili. I governanti del periodo, in particolare Mustafa Kemal Atatürk, decisero di supportare il Fenerbahçe, che, grazie agli sforzi di Şükrü Saracoğlu, membro del governo e presidente del club, acquistò il terreno di gioco il 27 maggio 1933, per 9 000 lire turche, con la condizione di pagarlo in dieci rate. Lo stesso Atatürk donò 500 lire del denaro richiesto per l'acquisto del campo di 36 000 metri quadrati e delle sue strutture, mentre l'importo rimanente fu raccolto dai ricavi dei biglietti venduti per 50 kurus l'uno.
Negli anni a venire l'impianto fu ampliato. Dopo aver ospitato anche i Giochi balcanici del 1940, iniziò a perdere importanza a seguito della costruzione dello stadio Mithatpaşa (in seguito stadio İnönü), nel 1947. Sebbene i progetti preparati per lo stadio Fenerbahçe da Paolo Vietti-Violi, l'architetto dello stadio Mithatpaşa, non furono realizzati, nel 1949 la capienza dell'impianto fu aumentata a 25 000 persone, cifra che lo rese lo stadio più capiente di Turchia. Nel 1955 lo stadio aveva già perduto rilevanza, dato che vi si tenevano solo partite minori dei campionati distrettuali.
Nel 1962 lo stadio fu ceduto alla Direzione generale dell'educazione fisica in cambio della possibilità, da parte del Fenerbahçe, di continuare a usarlo per i successivi settant'anni, a patto che venisse ricostruito. Il campo, che non rispondeva più alle necessità del club, fu chiuso nel 1964 e lo stadio fu demolito nel 1965. Dopo un periodo di ricostruzione durato diciotto anni, fu rimesso in servizio con la partita Fenerbahçe-Altay giocata il 19 settembre 1982.
Lo stadio Fenerbahçe, che raggiunse una capienza di circa 32 000 spettatori, fu dotato di illuminazione nel 1993, per renderlo adatto alle partite serali. Con il contratto firmato tra il Fenerbahçe e la Direzione generale della gioventù e dello sport di Ankara nel luglio 1998, lo stadio fu concesso in affitto al Fenerbahçe per i successivi quarantanove anni. Il nome dell'impianto, noto da molti anni come stadio Fenerbahçe, divenne, il 22 luglio 1998, stadio Fenerbahçe Şükrü Saracoğlu, quinto primo ministro turco nonché storico presidente del club. Nel 1999 fu iniziata una grande opera di ammodernamento, con l'abbattimento delle quattro tribune e la costruzione di nuovi spalti, terminata nel 2006. Nell'ottobre 2006 il Şükrü Saraçoğlu divenne il primo stadio turco a dotarsi di gradinate riscaldate.
Qualche anno più tardi l'impianto ospitò la finale di Coppa UEFA 2008-2009, vinta dagli ucraini dello Šachtar. Con i lavori effettuati dopo la stagione 2009-2010, fu installato un impianto di riscaldamento sotto il terreno di gioco e furono realizzate opere idriche. Inoltre furono aggiunte scale mobili ad alcune parti dello stadio.

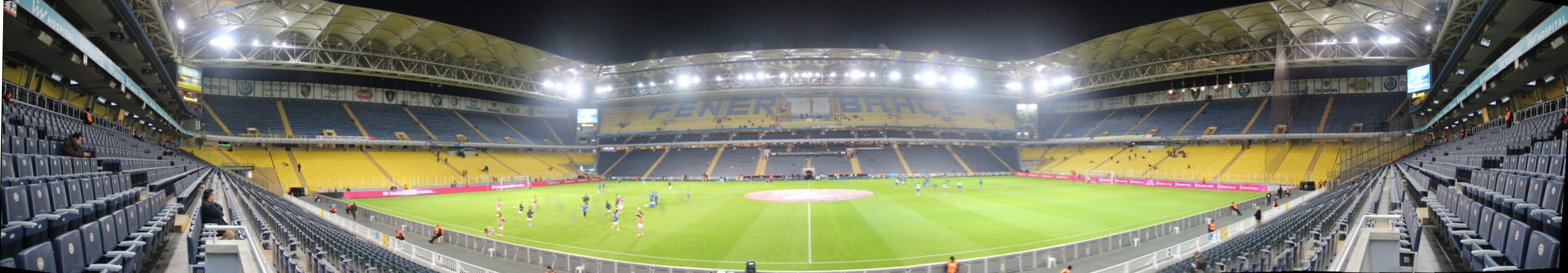
Veduta panoramica dello stadio nel 2014.

## Incontri internazionali

### Coppa UEFA
- Šachtar 2-1 d.t.s.  Werder Brema (finale, 20 maggio 2009)

## Galleria d'immagini

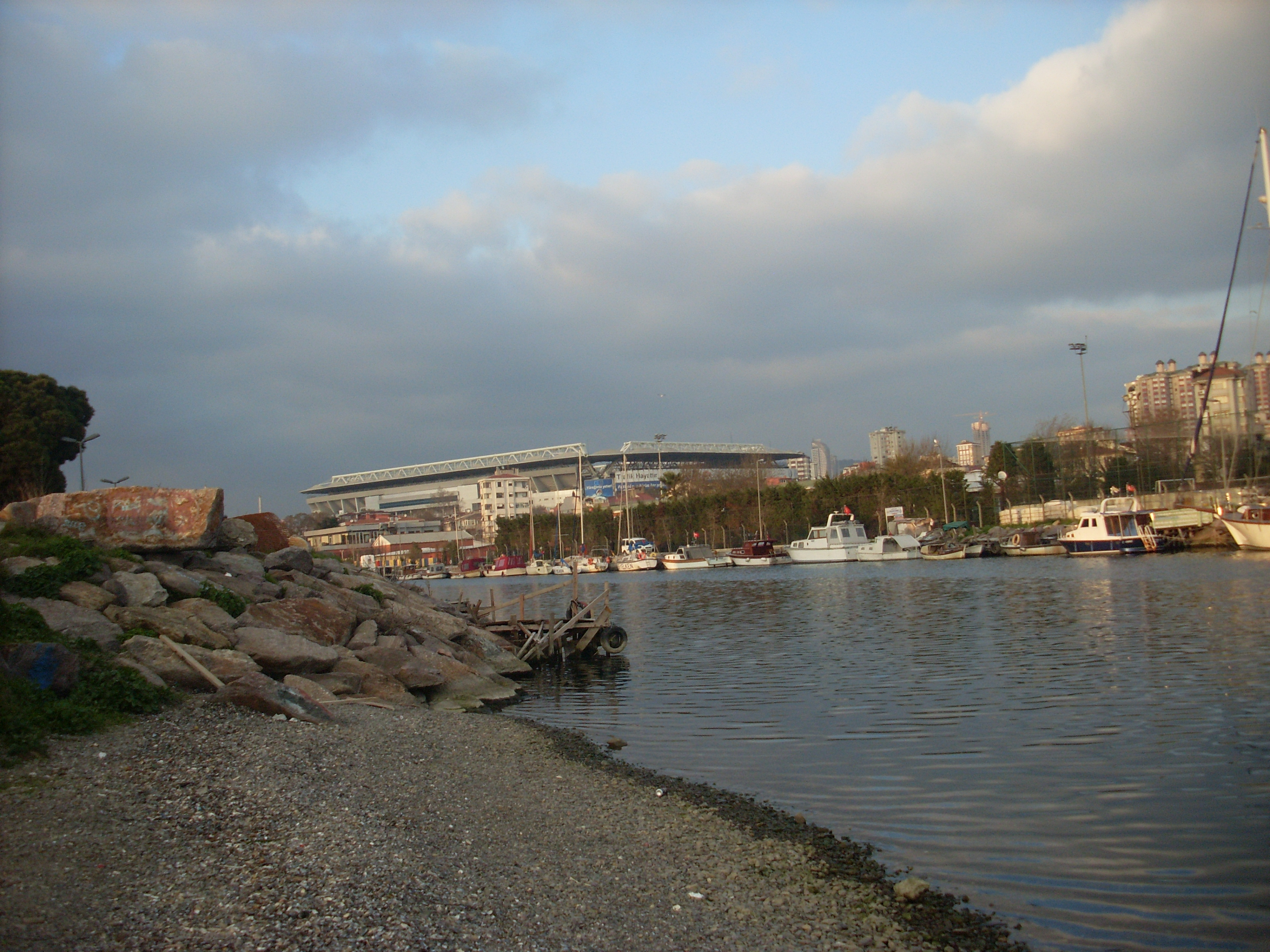
Vista da lontano
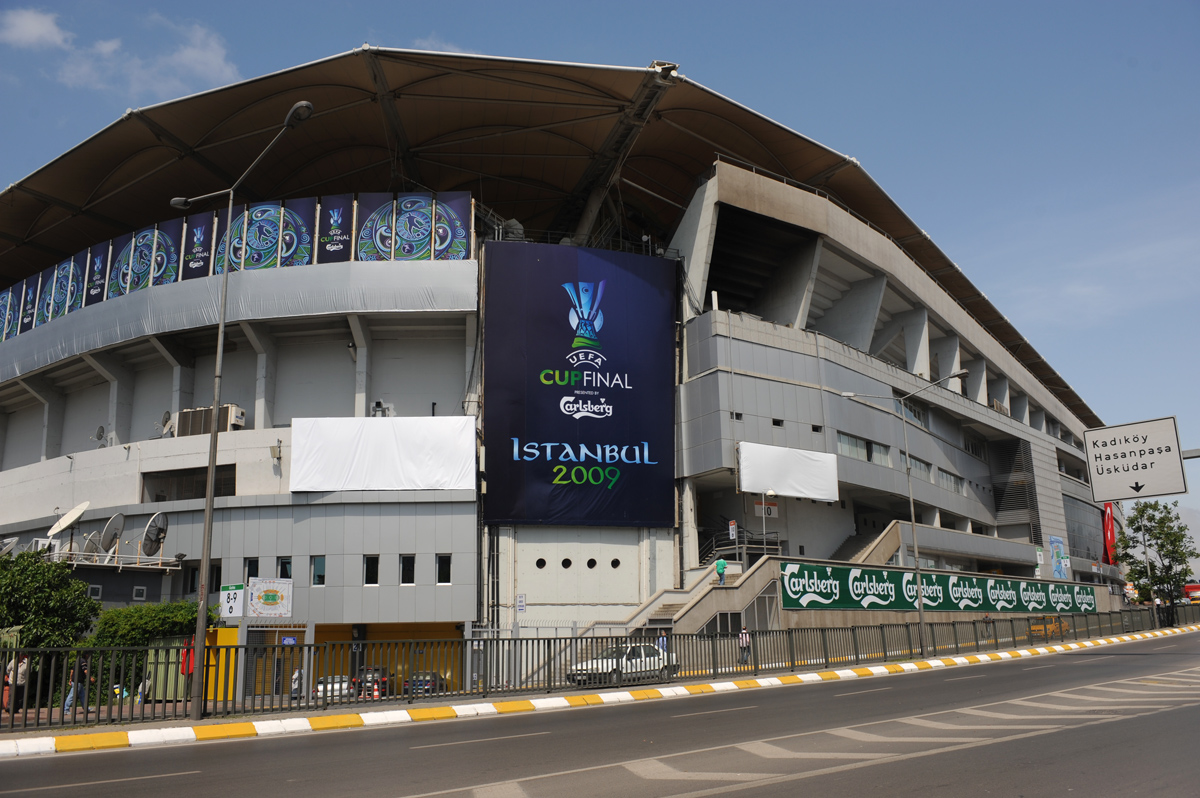
Vista esterna
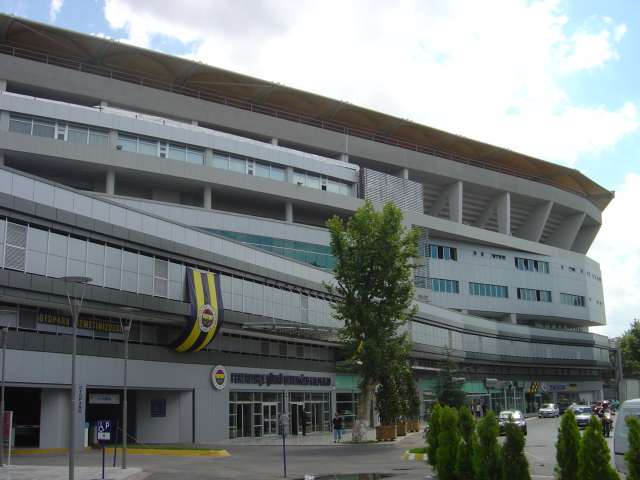
Vista esterna
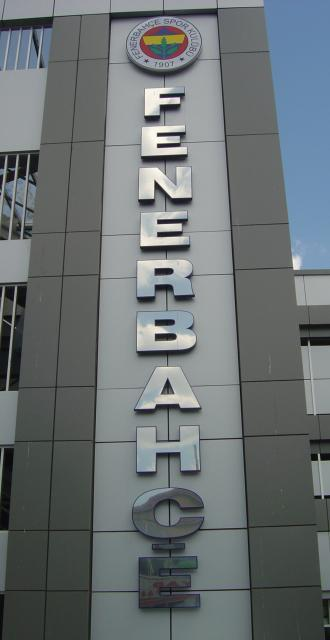
Logo
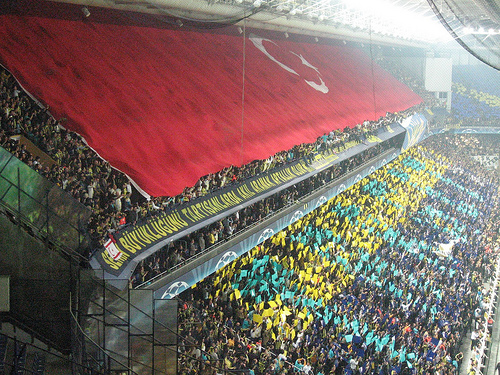
Vista interna dello stadio
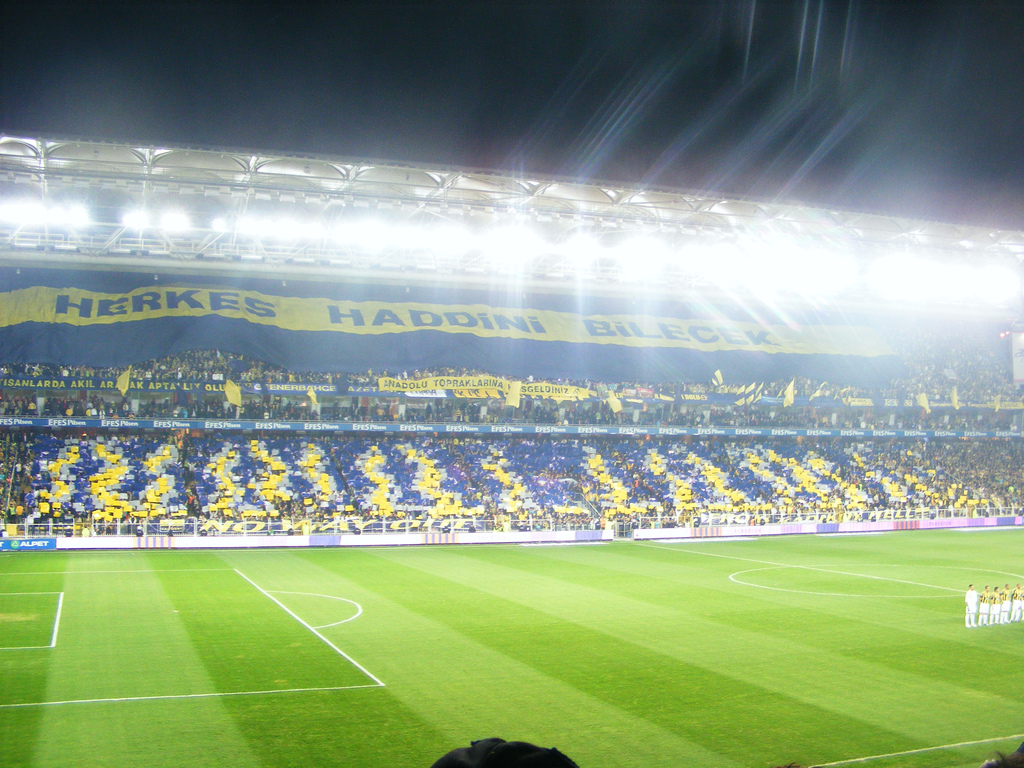
Vista interna
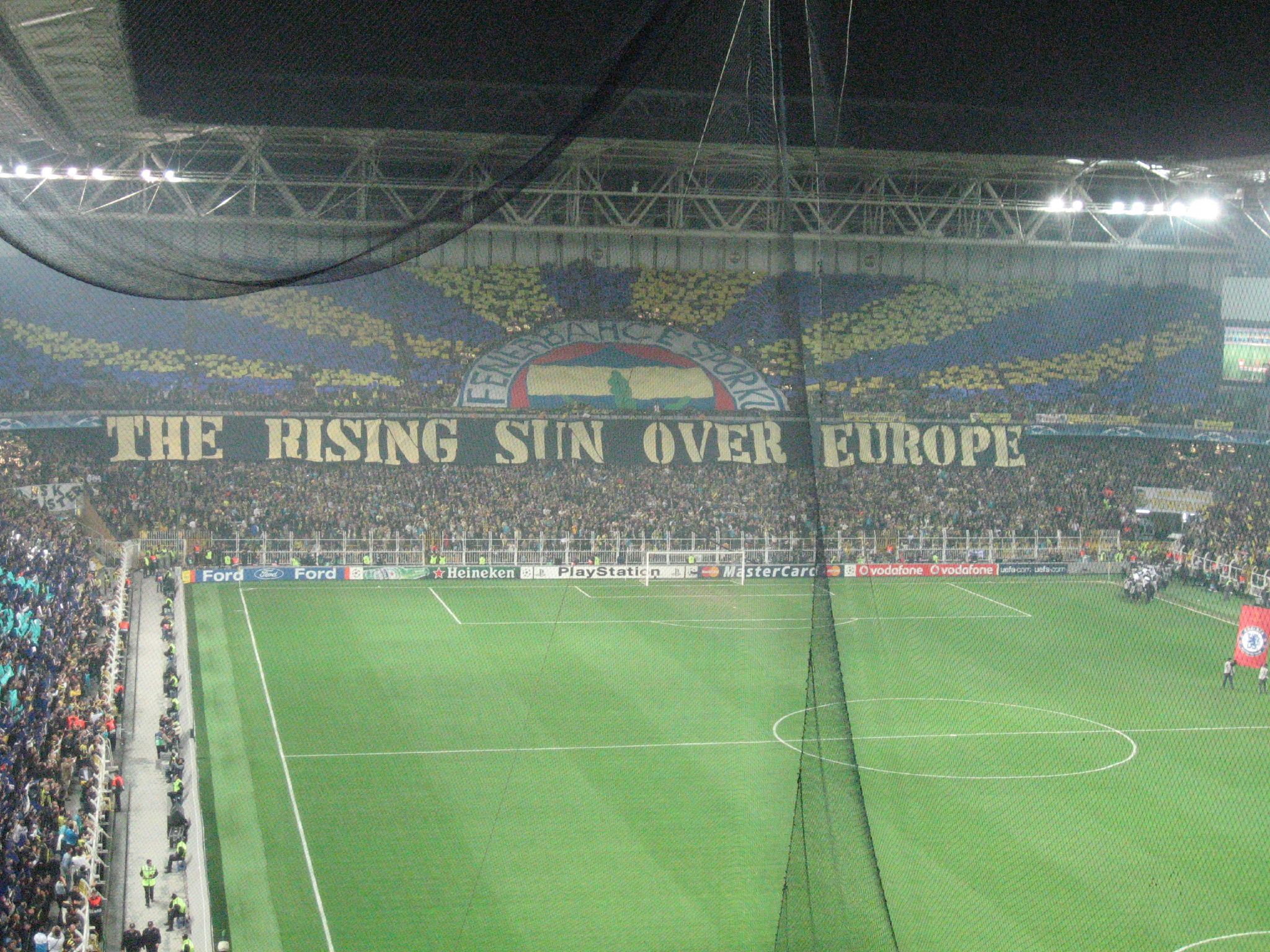
Vista interna